# Zurab Sturua
Zurab Givievich Sturua (Стуруа, Зураб Гивиевич) (Tbilisi, 8 de junio de 1959) es un Gran Maestro de ajedrez (1991) georgiano. Está casado Nino Gurieli, también Gran Maestro de ajedrez.
Sturua ganó el Campeonato de ajedrez de Georgia en 1975, 1977, 1981, 1984 y 1985 y ha jugado para Georgia en el Olimpíadas de ajedrez de 1992, 1994, 1996, 1998, 2000 y 2002.
Sturua ganó el Abierto de Maestros del Festival de Ajedrez de Biel en 1991 y 1996. Empató del 1º al 5º lugar junto a Jaan Ehlvest, Christopher Lutz, Gyula Sax y Aleksander Delchev en Pula 1997. En 1998, empató del 7º al 11º puesto con Giorgi Bagaturov, Ioannis Nikolaidis, y Ashot Nadanian en el Torneo Zonal en Panormo, Creta, el cual otorgaba la clasificación para el Campeonato del Mundo de 1999 de la FIDE.
En 2005, Sturua empató del 1º al 2º puesto con Mikheil Kekelidze en el Abierto Zayed, en Dubái, ganando el torneo en el tiebreak.
Sturua ganó la categoría para más de 50 años del Campeonato Mundial Sénior  en 2014 y la misma categoría en el Campeonato Sénior Europeo en 2015.